# Scotophilus dinganii
Scotophilus dinganii — вид ссавців родини лиликових.

## Проживання, поведінка
Цей вид широко поширений у країнах Африки на південь від Сахари. Цей вид був записаний у сухих і вологих саванових місцях мешкання. Лаштує сідала в дуплах дерев, дахах та інших темних місцях в будинках. Хоча можуть гніздитись поодинці, групами від 20 до 30 кажанів не є рідкістю.

## Загрози та охорона
Здається, немає серйозних загроз для даного виду. У зв'язку з широким ареалом, як вважають, присутній у багатьох охоронних територіях.